# Universal Basic Guys
Universal Basic Guys es una serie de televisión de comedia animada estadounidense creada por Adam y Craig Malamut que se estrenó a través de Fox el 8 de septiembre de 2024. En mayo de 2025, la serie fue renovada para una tercera temporada.

## Reparto
- Adam Malamut como Mark Hoagies
- Craig Malamut como Hank Hoagies
- Talia Genevieve como Tammy
- Fred Armisen como David
- Ally Maki como Andrea

## Episodios
| N.º | Título               | Dirigido por   | Escrito por                  | Fecha de emisión original | Código de prod. | Audiencia (millones) |
| --- | -------------------- | -------------- | ---------------------------- | ------------------------- | --------------- | -------------------- |
| 1   | «Pet Projects»       | Nick Simpson   | Adam Malamut y Craig Malamut | 8 de septiembre de 2024   | 1BBHG03         | 4.03                 |
| 2   | «Sunset Cruise»      | Martin Cormier | Chris Garcia                 | 15 de septiembre de 2024  | 1BBHG06         | 0.66                 |
| 3   | «The Devil You Know» | Nick Simpson   | Adam Malamut y Craig Malamut | 22 de septiembre de 2024  | 1BBHG08         | 1.33                 |
| 4   | «Guys Day»           | Martin Cormier | Dan Lagana                   | 29 de septiembre de 2024  | 1BBHG07         | 0.71                 |
| 5   | «Jaws of Life»       | Katie Dyson    | Lucas Gardner                | 6 de octubre de 2024      | 1BBHG04         | 0.67                 |
| 6   | «Bird Cage»          | Andrew Bowler  | Adam Malamut y Craig Malamut | 20 de octubre de 2024     | 1BBHG02         | 3.87                 |
| 7   | «Fight or Flight»    | Rania Tabet    | Laura Moran                  | 27 de octubre de 2024     | 1BBHG05         | 0.72                 |
| 8   | «Poconos»            | Rania Tabet    | Lucas Gardner                | 3 de noviembre de 2024    | 1BBHG09         | 1.40                 |
| 9   | «Mr. Cupcake Man»    | Rania Tabet    | Laura Moran                  | 10 de noviembre de 2024   | 1BBHG10         | 0.61                 |
| 10  | «Mark Men»           | Katie Dyson    | Chris Garcia                 | 24 de noviembre de 2024   | 1BBHG11         | 1.44                 |
| 11  | «Sheet Shock»        | Nick Simpson   | Dan Lagana                   | 8 de diciembre de 2024    | 1BBHG12         | 3.44                 |
| 12  | «Deer Stakes»        | Martin Cormier | Adam Malamut y Craig Malamut | 15 de diciembre de 2024   | 1BBHG01         | 2.29                 |
| 13  | «Water Ice Shoppe»   | Katie Dyson    | Adam Malamut y Craig Malamut | 29 de diciembre de 2024   | 1BBHG13         | 1.49                 |

## Producción

### Desarrollo
En noviembre de 2022, se anunció que los creadores y productores ejecutivos de Game of Zones, Adam y Craig Malamut, se habían unido para crear una serie animada para Fox, titulada The Hoagie Bros. La serie es producida por Leith Hill Productions, Fox Entertainment y Sony Pictures Television, con Bento Box Entertainment proporcionando la animación. En mayo de 2024, la serie pasó a llamarse Universal Basic Guys y se renovó para una segunda temporada antes de su debut en otoño. Dan Lagana es productor ejecutivo y showrunner de la primera temporada, mientras que Rob Rosell es productor ejecutivo y showrunner de la segunda. El 10 de mayo de 2025, Fox renovó la serie para una tercera temporada.

### Selección de reparto
El 25 de julio de 2024, en la Comic-Con de San Diego, se anunció que Adam Malamut, Talia Genevieve, Fred Armisen y Ally Maki habían sido elegidos para los papeles protagónicos.

## Emisión y lanzamiento
La serie se estrenó el 8 de septiembre de 2024 a través de Fox.